# Pantoporia bruijni
Pantoporia bruijni är en fjärilsart som beskrevs av Charles Oberthür 1879. Pantoporia bruijni ingår i släktet Pantoporia och familjen praktfjärilar. Inga underarter finns listade i Catalogue of Life.